# Cine Excelsior
El Cine Excelsior, que també es va anomenar Excelso, estava ubicat a Gran Via de les Corts Catalanes, 544 de Barcelona.
El cinema va inaugurar-se el 7 de desembre de 1911, amb una capacitat de 1.018 localitats. Les primeres pel·lícules que es van projectar van ser Cultivo del caucho en Malasia (a color), Rosas entre espinas i El monóculo.
El febrer de 1912 es va celebrar el primer ball de màscares de Carnaval. Durant els anys vint va programar conjuntament amb el Diana i la Sala Argentina, tot alternant cinema i teatre, fins que va arribar el cine sonor a principis dels anys trenta. Després de la Guerra Civil, la sala reprengué l'activitat el 4 de febrer de 1939 amb la reestrena de Las Cruzadas i Sinfonías del corazón. El 17 de juny de 1940 va obrir sota el nom de Excelso, nom que durà dins el 7 d'agost del mateix any, per obrir l'endemà sota el seu nom inicial.
Durant els anys cinquanta va programar amb el Balmes i el Maryland. Després d'unes grans reformes, que també van servir per ampliar la capacitat de la sala a 1.129 butaques, va reobrir el 21 de desembre de 1953 amb un programa de reestrena: Niágara i Las dos Carlotas. El 1927 va començar la seva trajectòria dintre de l'empresa Balañá i va programar conjuntament amb altres cinemes de la cadena.
Va tancar el 6 d'octubre de 1985.